# Є Цзяньїн
Є Цзяньїн (спрощ.: 叶剑英; кит. трад.: 葉劍英; піньїнь: Yè Jiànyīng; 28 квітня 1897 — 22 жовтня 1986) — китайський військовик і політик, маршал КНР (1955), голова Постійного комітету Всекитайських зборів народних представників (1978—1983), член ЦК КПК 7-8-го скликань, член Політбюро ЦК КПК 9-го скликання, член Постійного комітету Політбюро 10—12 скликань, заступник голови КПК 10-11 скликань, заступник голови Військової ради ЦК КПК (1967—1986).

## Життєпис
Народився в заможній родині, ранні роки провів у Сінгапурі та Ханої. 1919 року закінчив Юньнаньську військову академію та вступив до Гоміндану. Викладав у Військовій академії Вампу. 1927 року вступив до лав Компартії.
1927 року був учасником повстання в Наньчані й разом з двома іншими лідерами повстання, Чжоу Еньлаєм і Є Тіном, був змушений утікати до Гонконгу. Того ж року Є Цзяньїн брав участь у повстанні в Гуанчжоу, хоч і був проти його організації, й після поразки повстання знову був змушений утікати до Гонконгу. 1928 року був відряджений до Москви, де вивчав військову справу, навчався в Університеті імені Сунь Ятсена.
1932 року повернувся до Китаю. Служив у штабі 4-ї армії Чжан Готао. Під час «Великого походу», після з'єднання військ Чжан Готао з колоною, яку очолював Мао Цзедун, між ними виник конфлікт під час обговорення плану подальших дій. Чжан Готао наполягав на тому, щоб повести війська на південь і закласти базу в районах, населених тибетцями й {нп{Цян (народ)||народністю цян||Qiang people}}. Чжан Готао втратив у тому поході три чверті своїх сил і повернувся до Яньаня. Згодом Цзяньїн почав виявляти симпатію до Мао та перейшов на його бік, пішов з табору Чжан Готао, захопивши із собою всі книги з кодами й карти, в результаті чого останній втратив зв'язок з Комінтерном. Мао Цзедун установив зв'язок з Комінтерном і невдовзі захопив лідерство в КПК. Мао ніколи не забував про заслуги Є Цзяньїна й казав: «Є Цзяньїн врятував партію, армію та революцію».
Після того Є Цзяньїн очолював червоноармійську школу. Пізніше, за часів японсько-китайської війни 1937—1945 років, був представником ЦК КПК в Чунціні при гомінданівському уряді Чан Кайші.
Від 1948 до 1949 року обіймав посаду мера Пекіна. Від листопада 1948 до вересня 1953 року займав пост губернатора провінції Гуандун. Після утворення КНР очолював партком провінції, й до грудня 1952 року був мером її столиці, міста Гуанчжоу. Через суперечності в економічній політиці центрального керівництва партії згодом всі пости у провінційному уряді зайняли ставленики Лінь Бяо.
Відтоді кар'єра Є Цзяньїна пішла на спад, однак Мао, не забувши про його колишні заслуги, усунув його лише від цивільних посад, залишивши військові. У 1954—1976 роках він був заступником голови Національної ради оборони. Після запровадження військових звань у Народно-визвольній армії Китаю йому було присвоєно звання маршала серед перших десяти маршалів КНР. У 1958—1972 роках був президентом Академії військових наук.
Використовуючи свій армійський вплив, Є Цзяньїн захищав і підтримував реформістів, таких як Чжао Цзиян, запобіг спробі вбивства Ден Сяопіна під час «Культурної революції». У 1975—1978 роках очолював міністерство оборони КНР. Від 1973 до 1982 року був одним із заступників голови КПК (10-11 скликань).
Після смерті Мао Цзедуна брав участь у поваленні «Банди чотирьох». Був одним з ініціаторів повернення Ден Сяопіна на керівні пости. У 1978—1983 роках — голова Постійного комітету ВРНП (формально на той час глава держави). 1982 року залишив пост заступника голови КПК, а 1985 року вийшов зі складу Політбюро. Того ж року вийшов на пенсію.
Помер 22 жовтня 1986 року в Пекіні.